# 2286 Fesenkov
2286 Fesenkov (1977 NH) là một tiểu hành tinh vành đai chính được phát hiện ngày 14 tháng 7 năm 1977 bởi N. S. Chernykh ở Đài vật lý thiên văn Crimean.